# 王坝镇
王坝镇，是中华人民共和国甘肃省陇南市康县下辖的一个乡镇级行政单位。
2014年，甘肃省民政厅批复同意撤销王坝乡，设立王坝镇。

## 行政区划
王坝镇下辖以下地区：
安家山村、何家庄村、王家坝村、李家庄村、鸡山坝村、苟家庄村、疗家院村、青林沟村、大水沟村、金家山村、金家垭村、陈家坝村、左家庄村和十二湾村。